# Бог располагает
«Бог располагает» (фр. Dieu dispose) — приключенческий роман французского писателя Александра Дюма-отца, впервые опубликованный в 1851 году, продолжение романа «Ущелье дьявола».

## Сюжет и история текста
Действие романа происходит во Франции в 1829—1831 годах. Главные герои «Ущелья дьявола», Юлиус д’Эрмелиндфельд и Самуил Гельб, снова встречаются после того, как не виделись 20 лет: первый — прусский посол в Париже, второй — член тайного общества. Самуил решает присвоить состояние Юлиуса, приблизив его смерть. Для этого он пытается использовать Олимпию (она удивительно похожа на трагически погибшую жену Юлиуса Кристиану) и общество карбонариев, но терпит поражение. Юлиус женится на юной Фредерике, в которую влюблён его племянник Лотарио. Позже он понимает, что молодые люди любят друг друга, и, зная, что жить ему осталось недолго, обручает их. Из-за козней Самуила Юлиус начинает подозревать Фредерику в неверности и вызывает Лотарио на дуэль, но благодаря признанию Олимпии узнаёт о злых намерениях своего мнимого друга.
После Июльской революции Самуил решает убить Юлиуса, но в финале романа погибают оба героя. Перед этим они узнают, что были братьями.
Книга состоит из двух частей: «За кулисами революции» и «Козни и ответный ход». Она была впервые опубликована в 1851 году в газете L’Evenement («Событие»), позже вышло отдельное издание. Рецензенты отмечают, что здесь, как и в «Ущелье дьявола», проявляется нехарактерный для творчества Дюма мрачный, циничный настрой.